# Caputxes
Les caputxes (en anglès cave hoods) són un tipus d'espeleotema semblant als casquets que es forma sobre els sòls de roca de les coves, o damunt altres espeleotemes, quan es dipositen cristalls de gra fi que cristal·litzen a la superfície de l'aigua sobresaturada de carbonat de calci, CaCO₃, en perdre part del diòxid de carboni, CO₂, dissolt i cauen cap al fons cobrint la part superior dels materials que el formen.